# Куљередо
Куљередо (шп. Culleredo) град је у Шпанији у аутономној заједници Галисија у покрајини Коруња. Према процени из 2017. у граду је живело 29 638 становника.

## Становништво
Према процени, у граду је 2017. живело 29 638 становника.
| 2017.  |
| ------ |
| 29.638 |